# Armatura (potrubí)

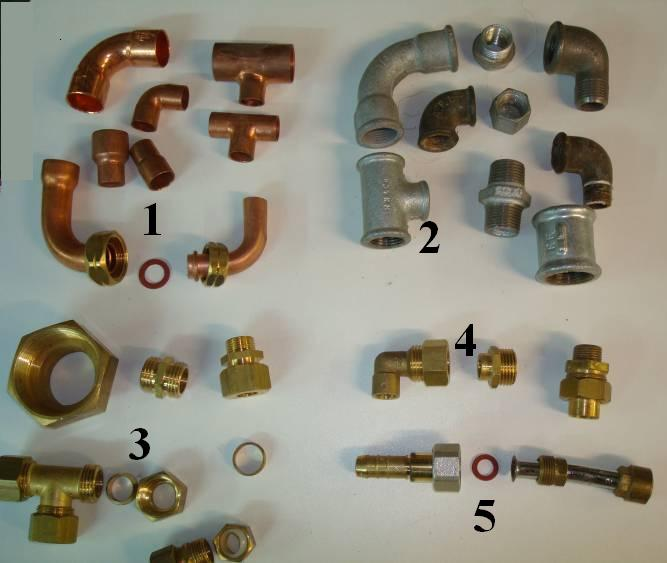
Armatury (fitinky): 1. měděné pájené; 2. litinové šroubovací; 3. mosazné kuželové; 4. přechodová šroubovací - pájené; 5. s převlečnou maticí a těsněním

Armatura je konstrukční prvek potrubí, jiný než trubka (běžná přímá roura). Jde např. o potrubní spojky, kolena, T-kusy, ventily, kohouty, šoupátka, pojistné ventily, klapky, záslepky apod. Trubky potrubí se zpravidla armaturami spojují nebo zakončují.
Některé armatury slouží k řízení objemového průtoku dopravovaného média, jiné zase plní funkce pojistné a regulační.

## Poznámka
Armatura je potrubní součást, která slouží ke spojování trubek a případně také ovlivňuje průtok pracovní látky otevřením, zavřením, částečným zavřením nebo oddělením pracovní látky. Do armatur nespadají čerpadla, výměníky ani další technologická zařízení.
Významným výrobcem a prodejcem průmyslových armatur v České republice je například společnost MSA a. s. sídlící v Dolním Benešově. Největším výrobcem uzavíracích a zpětných klapek, kohoutů a ventilů pro průmyslové použití v České republice je firma ABO valve s. r. o. v Olomouci.

## Dělení armatur

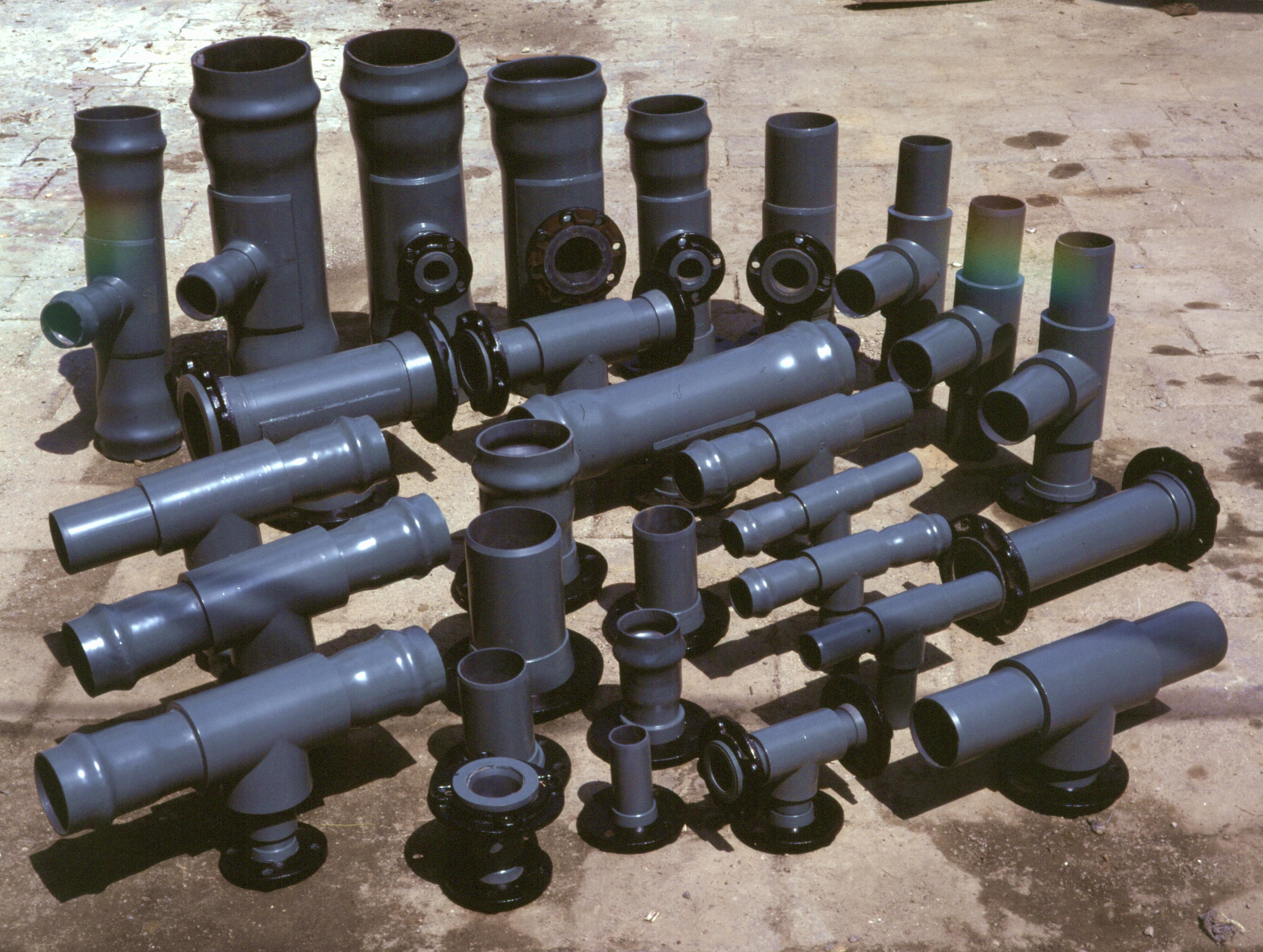
Plastové nástrčné armatury s těsněním

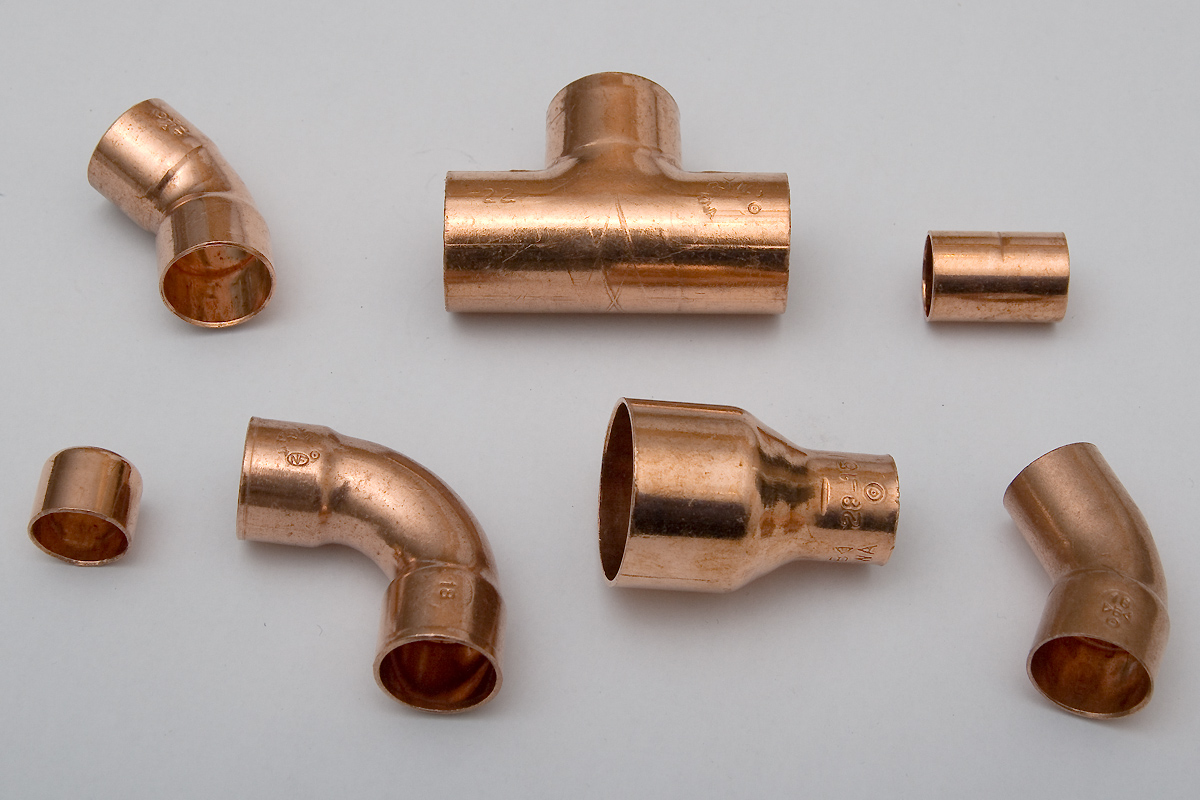
Měděné pájené armatury (fitinky)

- Spojovací čili fitinky, tj. redukce, kolena, T-kusy atd.:
  - šroubované (litinové, mosazné); těsní se koudelí, O-kroužky, kužely atd.
  - nástrčné (ocelové, plastové), těsní se O-kroužky
  - pájené (olověné, měděné)
  - svařované (ocelové, nerezové, plastové)
  - přechodové z jednoho systému na druhý

- Dle uzavíracího pohybu na:
  - lineární – šoupátko, ventil
  - otočné – kulový kohout, ventil, uzavírací klapka
  - detonační – membránová armatura

- Dle funkce na:
  - uzavírací – šoupátko, ventil, kulový kohout, klapka
  - regulační – ventil, šoupátko, kulový kohout
  - pojistná – ventil
  - zpětná – klapka
  - směšovací

## Obrázky armatur
- Armatury z nerezavějící oceli AISI 316: Zleva: spojka závitová 3/4„, záslepka 3/4“, redukce 3/4„-3/8“ Archivováno 30. 5. 2020 na Wayback Machine.
- Spojka z PP pro svařované plastové potrubí, průměr DN25 Archivováno 2. 4. 2015 na Wayback Machine.
- T-kus z PP pro svařované plastové potrubí, 3 x průměr DN25 Archivováno 30. 5. 2020 na Wayback Machine.
- Kolena z PP pro svařované plastové potrubí, 90° / DN25 a 45° / DN32 Archivováno 30. 5. 2020 na Wayback Machine.